# Tayport
Tayport, nota originariamente come Ferry-Port-on-Craig, è una città del Fife, Scozia, Regno Unito, situata in prossimità del Tay e del Firth of Tay, con una popolazione di 7.922 abitanti.
Tayport, il cui motto è Te oportet alte ferri, ha avuto un importante sviluppo economico e demografico con l'arrivo della ferrovia nel 1846 e con la costruzione di un nuovo porto.